# جمهورية داهومي
جمهورية داهومي هو الاسم الرسمي الذي كان يستخدمه بنين خلال فترة الاحتلال الفرنسي بين عامي 1958 و 1960 ثم بعد الاستقلال في عام 1960 حتى عام 1975.

## التاريخ
بين عامي 1946 و 1960، ولدت العديد من الأحزاب السياسية في داهومي، في ظل الاتحاد الفرنسي. وقد ظهرت شخصيات مثل سورو ميغان آبيتي، نائب رئيس بلدية بورتو نوفو، جوستين آهوماديغبي أو إميل درلين زينسو هنري الساحة السياسة المحلية مطالبة بالحكم الذاتي أو الاستقلال، في حين أن غرب أفريقيا الفرنسية يعاني من التفكك.صوتت داهومي بنعم في استفتاء 28 سبتمبر 1958، وأصبحت دولة من المجتمع الفرنسي.و أعلنت الجمهورية يوم 4 ديسمبر. وحاولت جمهورية داهومي الجديدة التحالف السنغال والسودان وفولتا العليا في اتحاد مالي. رفضت فرنسا هذا القرار وفشل المشروع جزئيا تحت ضغط الفدراليين الذين هزموا بعدها في الانتخابات في أبريل نيسان عام 1959. في 1 أغسطس 1960، خلال جولته الإفريقية، أعلن الرئيس الفرنسي شارل ديغول استقلال داهومي. في 22 سبتمبر، حصل البلد على مقعده في الأمم المتحدة. في 25 تشرين الثاني عام 1960، تمت الموافقة على أول دستور للبلاد من خلال الجمعية التأسيسية.